# Norbert Gyömbér
Norbert Gyömbér (ur. 3 lipca 1992 w Revúcy) – słowacki piłkarz węgierskiego pochodzenia występujący na pozycji obrońcy we włoskim klubie Salernitana oraz w reprezentacji Słowacji.

## Kariera klubowa
Swoją karierę piłkarską Gyömbér rozpoczął w klubie MFK Revúca. W 2006 roku podjął treningi w Dukli Bańska Bystrzyca. W 2011 roku awansował do kadry pierwszego zespołu. 1 października 2011 zadebiutował w słowackiej lidze w przegranym 0:2 wyjazdowym meczu z MFK Ružomberok. W Dukli występował do końca sezonu 2012/2013.
Latem 2013 Gyömbér przeszedł za kwotę 800 tysięcy euro do Calcio Catania. W Serie A swój debiut zaliczył 26 stycznia 2014 w zremisowanym 0:0 wyjazdowym meczu z Interem Mediolan. Na koniec sezonu 2013/2014 spadł z Catanią do Serie B.

## Kariera reprezentacyjna
W reprezentacji Słowacji Gyömbér zadebiutował 5 marca 2014 w wygranym 3:1 towarzyskim meczu z Izraelem, rozegranym w Netanji.